# Waddle Dee et Waddle Doo
 (mars 2015).
Si vous disposez d'ouvrages ou d'articles de référence ou si vous connaissez des sites web de qualité traitant du thème abordé ici, merci de compléter l'article en donnant les références utiles à sa vérifiabilité et en les liant à la section « Notes et références ».
Les Waddle Dee sont des personnages des jeux vidéo de la série Kirby. Ils apparaissent dans tous les jeux en tant qu'ennemi de base. Ils ont une apparence proche de celle de Kirby (corps rond doté de deux appendices servant de main, et de deux pieds directement collés au corps), ce qui laisse à penser qu'ils sont d'une espèce voisine. Ils possèdent un petit visage bien dessiné, deux joues rouges et deux grands yeux pareils à Kirby, mais un corps de couleur orangé (parfois avec des teintes un peu plus rouge ou marron) et sans bouche apparente. Les Waddle Dee sont au service du Roi Dadidou. Cependant, dans Kirby et le monde oublié, ils apparaissent comme des alliées à sauver.

Au fil des jeux, de nombreux variants des Waddle Dee apparaissent, comme les Waddle Dee Parasol, Plume, Lancier, Missile, Ballon, Dorée, etc.

À noter que si Kirby aspire un Waddle Dee normal, il ne pourra pas copier son pouvoir, mais avec ceux qui ont un équipement ou objet, il peut.
Le Waddle Dee le plus connu s'appelle Bandana Waddle Dee. Comme son nom l'indique, il porte un bandana de couleur bleu. Il fait ses débuts dans Kirby's Fun Pak en tant qu'adversaire de Kirby dans le mini-jeu "Megaton Punch" (il sera également jouable par un second joueur).

Il réapparaît comme personnage jouable dans Kirby's Adventure Wii, où il sera équipé d'une lance (et il la gardera dans tous les opus suivants). Par la suite, il fera quelques petites apparitions dans Kirby Mass Attack, Kirby's Dream Collection, Kirby Triple Deluxe, Kirby: Planet Robobot, et Kirby Battle Royale. Bandana Waddle Dee est un personnage jouable dans Kirby's Adventure Wii, Kirby et le Pinceau arc-en-ciel, Kirby Star Allies, Kirby Fighters 2, et Kirby et le monde oublié.
Waddle Doo est également un adversaire de base de la série, quoiqu'un peu plus rare que ses cousins. Il ressemble beaucoup aux Waddle Dees, de couleur orange avec une mèche, il est capable de lancer des rayons lasers avec son unique œil.

## Relations avec d'autres personnages
Bien qu'ils soit souvent les ennemis de Kirby, on peut cependant noter que certains aident le héros dans Kirby 64 et Kirby's Adventure Wii. Il semblerait qu'il y ait deux sortes de Waddle Dee : ceux qui se battent contre Kirby, et ceux qui l'aident.
Le personnage le plus proche des Waddle Dee est bien sûr le Roi Dadidou. Dans Kirby Super Star Ultra, on peut remarquer un Waddle Dee avec un bandana, que le Roi envoie se battre contre Kirby en désespoir de cause. Il se fait battre très facilement (il est plus résistant qu'un Waddle Dee normal, mais on peut l'avaler), mais restera fidèle au Roi, marchant avec lui et les autres Waddle Dee dans la séquence de fin. Dans Kirby's Adventure Wii, le Roi Dadidou s'associe à Kirby dans sa quête, et le Waddle Dee au bandana, fidèle à son roi, aidera Kirby également.

## Apparitions dans d'autres jeux

### SérieSuper Smash Bros.
Dans Super Smash Bros. Brawl, si le Roi Dadidou utilise son attaque B+côté, il peut lancer des Waddle Dee, et plus rarement, des Waddle Doo. Ils apparaissent également lors du Final Smash.
Cependant, dans Super Smash Bros. for Nintendo 3DS / for Wii U et Super Smash Bros. Ultimate l'attaque B+côté et le Final Smash de Dadidou ont été changés, et les Waddle Dee et Waddle Doo n'apparaissent plus. 
Un Waddle Dee apparaît comme trophée dans Super Smash Bros. Melee et Super Smash Bros. Brawl, et comme esprit dans Super Smash Bros. Ultimate.
Waddle Doo apparaît comme trophée dans Super Smash Bros. Brawl et Super Smash Bros. for Nintendo 3DS / for Wii U, et comme esprit dans Super Smash Bros. Ultimate.
Bandana Waddle Dee apparaît comme esprit dans Super Smash Bros. Ultimate.